# Marguerite Jeanne Carpentier
Marguerite Jeanne Carpentier (París, 8 de septiembre de 1886-París, 7 de noviembre de 1965) fue una pintora y escultora francesa.

## Biografía
Su madre murió en 1914 como consecuencia de una pleuresía. Marguerite Jeanne Carpentier había interrumpido su estancia en la Villa Medici de Roma, para poderla cuidar. En muchas páginas de su diario personal se ilustra el gran amor que tenía la artista por su madre:

... Aquí recuerdo un pastel hecho en verano y lo que se alegró mi pobre madre. A menudo tengo un arranque de ternura apasionada hacia ella y siento que este sentimiento ...teñida de emoción de otro mundo, una inaudita explosión de felicidad y que mi impaciencia, mis ingratitudes de la infancia no pesa nada frente a esta alegría infinita.
 Journal

A principios del siglo XX, se desmarcó por su independencia artística y gracias a ella se formó la primera escuela de mujeres pintoras. Estudió en la École des Beaux-Arts entre 1900 y 1902 y en la Académie Julian donde conoció a Rodin, siendo después de Camille Claudel, la segunda mujer escultora en trabajar con el grupo de profesionales que participaban en el taller de Rodin. Se convirtió en 1912 en miembro vitalicio de la Sociedad Nacional de Bellas Artes. 
En el año 1930 inició la redacción del Journal d'artiste hasta 1965. Refleja los diversos aspectos de un proyecto de gran alcance. Es una fuente inigualable de información para estudiar su obra, las influencias y las luchas para lograrlo.
Se compone de doce libros ilustrados con cientos de dibujos. Se encuentra en su lectura:
- Las ideas estéticas, técnicas de pintura, maestros preferidos
- La gestación de obras, dibujos preparatorios, modelos
- Exposiciones, los compradores, listas de control de obras vendidas, fechas, etc.

Tengo que continuar este diario, como si jamás fuera a ser publicado, como una cosa confidencial. Habrá un tema recurrente que se repite. Este será el trabajo de un estilista para recortar estas proyecciones y las repeticiones en medio de una tumultuosa abundancia, pero no es ni mi profesión ni mi objetivo. Mi objetivo, si tengo uno en esta vida, tiene múltiples facetas de lo desconocido y evoluciona en constante cambio, mi objetivo es el conocimiento de uno mismo y del arte. Y, en efecto, estos ensayos me va a ayudar en esta investigación y es lo que hago y lo que me obsesiona. Journal